# Rui Modesto
Rui Manuel Muati Modesto, född 7 oktober 1999 i Vendas Novas, är en portugisisk-angolansk fotbollsspelare som spelar för Udinese i Serie A.

## Klubblagskarriär

### AIK
Den 28 november 2022 värvades Modesto av AIK där han skrev på ett kontrakt fram till och med den 31 december 2025.  Debuten skedde i den första omgången av Svenska cupen 2023 då laget spelade 1–1 mot Västerås SK den 18 februari 2023.
Modesto gjorde sitt första mål för klubben den 2 april 2023 i en 2–1-förlust mot Halmstads BK på Örjans Vall.
Modesto gjorde sammanlagt 16 mål och sju assist under hans 60 tävlingsmatcher i AIK.

### Udinese
Modesto värvades den 30 augusti 2 augusti 2024 av Serie A-klubben Udinese, där han skrev på en kontrakt fram till och med den 30 juni 2029.

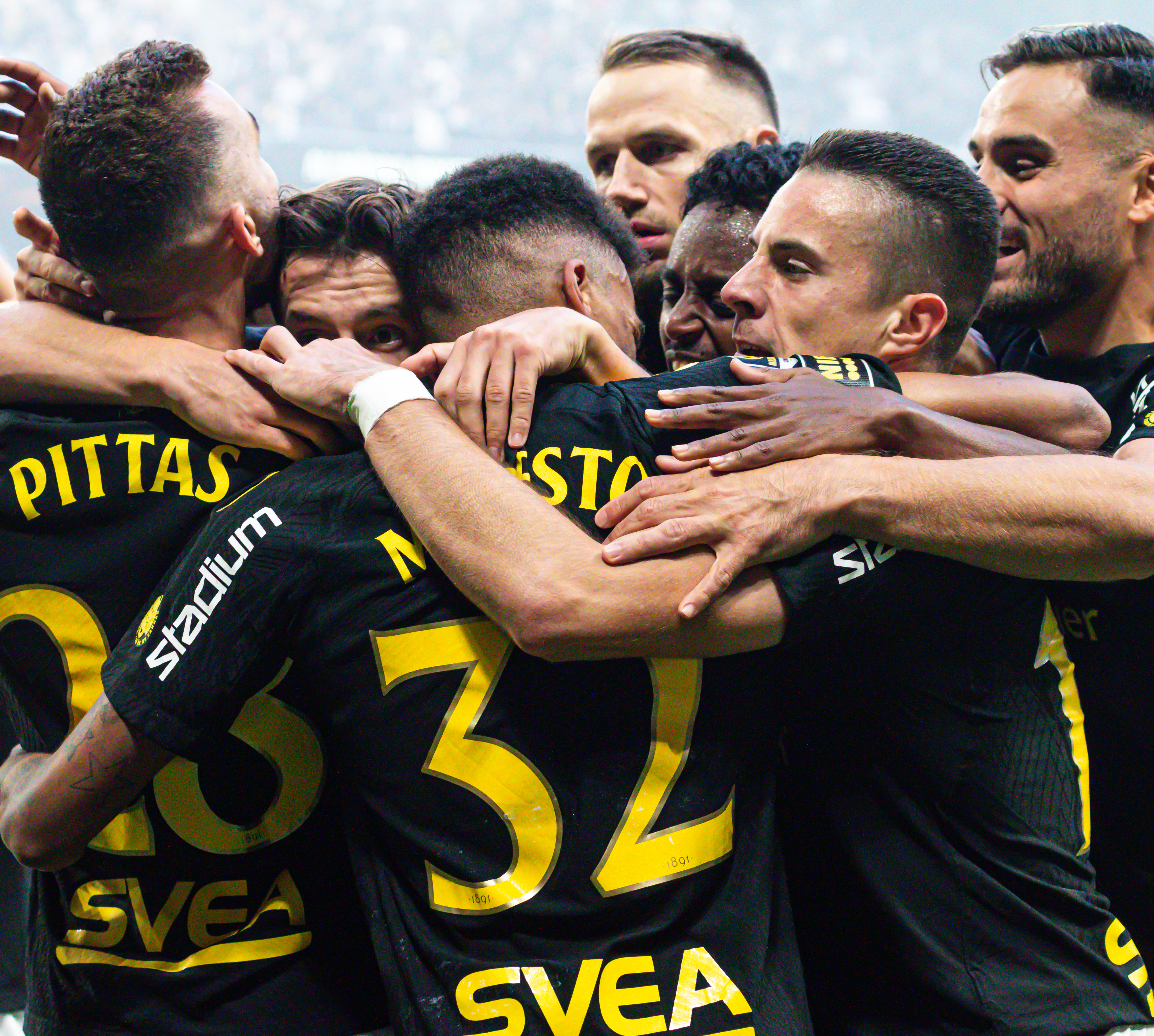
Modesto firar tillsammans med AIK-truppen efter att laget gjort mål mot Djurgårdens IF, september 2023

## Statistik

### Klubblag
| Klubb          | Säsong         | Liga                   | Liga    | Liga | Cup     | Cup | Övrigt  | Övrigt | Totalt  | Totalt |
| Klubb          | Säsong         | Division               | Matcher | Mål  | Matcher | Mål | Matcher | Mål    | Matcher | Mål    |
| -------------- | -------------- | ---------------------- | ------- | ---- | ------- | --- | ------- | ------ | ------- | ------ |
| Estrela V.N.   | 2017–18        | Campeonato de Portugal | 28      | 0    | 0       | 0   | 0       | 0      | 28      | 0      |
| Honka Akatemia | 2020           | Kakkonen               | 3       | 0    | –       | –   | 0       | 0      | 3       | 0      |
| FC Honka       | 2020           | Veikkausliiga          | 3       | 0    | 0       | 0   | 0       | 0      | 3       | 0      |
| FC Honka       | 2021           | Veikkausliiga          | 21      | 2    | 6       | 1   | 0       | 0      | 27      | 3      |
| FC Honka       | 2022           | Veikkausliiga          | 26      | 7    | 1       | 0   | 4       | 1      | 31      | 8      |
| AIK            | 2023           | Allsvenskan            | 20      | 6    | 5       | 1   | 4       | 0      | 29      | 10     |
| AIK            | 2024           | Allsvenskan            | 2       | 2    | 6       | 4   | 4       | 0      | 11      | 6      |
| Karriär totalt | Karriär totalt | Karriär totalt         | 103     | 17   | 18      | 6   | 9       | 1      | 133     | 27     |

## Meriter

### FC Honka
Finsk cupmästare: 2022